# Quadrilatero della moda
Il Quadrilatero della moda è un quartiere di Milano, conosciuto in tutto il mondo come quartiere  delle attività commerciali di lusso, in cui si concentrano gioiellerie, boutique e showroom di abbigliamento, design e arredamento tra i più esclusivi, conosciuti e costosi.

## Descrizione
Situato all'interno del Municipio 1 di Milano, in pieno centro cittadino, il quartiere - conosciuto anche con il nome "Quadrilatero d'oro della moda" - è così chiamato perché è circoscritto da quattro famose strade: Via Monte Napoleone, Via Manzoni, Via della Spiga e Corso Venezia.
Importante centro dello shopping di lusso e cuore pulsante degli eventi legati alla settimana della Moda di Milano, ospita numerosissimi negozi d'abbigliamento delle firme più importanti della moda, atelier, studi e showroom che attirano turisti da tutto il mondo.
Il cuore del "Quadrilatero della moda" è via Monte Napoleone - il cui nome risale al 1804, durante la dominazione napoleonica - che risulta essere la terza strada più costosa e prestigiosa al mondo secondo l'indice «Main streets across the world», che classifica le vie dello shopping più care al livello internazionale.
Il quartiere al suo interno è arricchito da vie molto eleganti, come via Borgospesso, via Santo Spirito, via Gesù, via Sant'Andrea, via Bagutta e via Verri. Tutta questa zona, inoltre, è vivace anche dal punto di vista culturale; tra i vari palazzi storici e di prestigio architettonico possiamo annoverare: le Case-museo Poldi Pezzoli e Bagatti Valsecchi, Palazzo Morando, il Grand Hotel et de Milan, la chiesa di San Francesco di Paola, Palazzo Gallarati Scotti e il Palazzo Borromeo d'Adda.
Da giugno 2024 è previsto il divieto di accesso alle auto per i non residenti.